# Imigração italiana no Espírito Santo
O estado brasileiro do Espírito Santo abriga uma das maiores colônias de origem italiana do Brasil, marcada por significativa influência cultural e econômica. A imigração italiana para o estado começou em 1874, impulsionada pela crise agrária no norte da Itália, especialmente nas regiões do Vêneto, Trentino e Lombardia, e pelas políticas de colonização do governo brasileiro, que buscavam povoar áreas rurais e substituir a mão de obra escrava após a abolição em 1888.
Os imigrantes, majoritariamente camponeses, foram atraídos por promessas de terras férteis e melhores condições de vida. Cerca de 57% destinaram-se às colônias oficiais, como Santa Teresa, Santa Leopoldina, Rio Novo do Sul e Castello, organizadas pelo governo em lotes agrícolas com apoio inicial, como ferramentas e sementes. Cerca de 27% dos italianos foram trabalhar em fazendas de café, substituindo os escravos, após a abolição da escravatura em 1888. 48,5% dos italianos estabeleceram-se no sul do estado (região do rio Itabapoana aos afluentes do Benevente), 33,8% no centro (afluentes do Jucu ao rio Doce), 9,2% em Vitória e arredores, e 5,7% no norte, próximo ao rio São Mateus.
Os italianos enfrentaram desafios severos, como desmatamento de mata virgem, falta de infraestrutura, doenças tropicais e abandono pelo governo, resultando em condições de miséria e revoltas.
Essas dificuldades levaram o governo italiano a proibir a emigração para o Espírito Santo em 1895, após relatórios consulares denunciarem a precariedade enfrentada pelos colonos. Apesar dos desafios, os imigrantes italianos deixaram um legado duradouro, influenciando a agricultura, a cultura e a formação de municípios como Alfredo Chaves, Anchieta e Marechal Floriano, onde tradições italianas, como festas e culinária, permanecem vivas. Algumas fontes afirmam que 70% ou 60% da população do Espírito Santo é formada por descendentes de italianos, porém historiadores contestam esses números, enfatizando que nenhum estudo demográfico sério foi realizado para comprovar esses dados.

## Estatísticas
Entre 1812 e 1900, o Espírito Santo recebeu 46.885 imigrantes, dos quais 34.925 (75%) eram italianos. Após 1900, o fluxo caiu significativamente, com apenas 1.633 imigrantes registrados até 1973.  Oficialmente, a imigração italiana no estado começou em 1874, quando a Expedição Tabacchi trouxe 388 trentinos e vênetos para o estado; porém há registros da entrada de pelo menos 42 pessoas do que viria a ser a Itália, como por exemplo os 29 colonos sardo-piemonteses, pertencentes ao Reino da Sardenha, para a Colônia de Santa Isabel, em 1858, oriundos da província de Turim, no Piemonte.
Embora a imigração italiana para o Espírito Santo tenha sido contínua desde 1874, mais da metade dos italianos entraram no estado na década de 1890. Essa imigração foi facilitada pela companhia de imigração La Veloce, que estabeleceu uma linha direta entre Gênova e Vitória, com navios partindo mensalmente. A tabela abaixo apresenta o número de italianos entrados no estado, em cada ano:
| Ano        | Imigrantes | Ano        | Imigrantes | Ano        | Imigrantes |
| ---------- | ---------- | ---------- | ---------- | ---------- | ---------- |
| 1871       | -          | 1881       | 126        | 1891       | 4.345      |
| 1872       | -          | 1882       | 149        | 1892       | 1.060      |
| 1873       | -          | 1883       | 121        | 1893       | 2.638      |
| 1874       | 388        | 1884       | 37         | 1894       | 3.343      |
| 1875       | 1.404      | 1885       | 139        | 1895       | 4.554      |
| 1876       | 2.665      | 1886       | 222        | 1896       | 1.656      |
| 1877       | 2.106      | 1887       | 443        | 1897       | 419        |
| 1878       | 1.008      | 1888       | 3.558      | 1898       | 202        |
| 1879       | 380        | 1889       | 2.369      | 1899       | 33         |
| 1880       | 1.102      | 1890       | 348        | 1900       | 130        |
| Total      | 8.991      | Total      | 7.512      | Total      | 18.380     |
| Percentual | 26,0%      | Percentual | 21,0%      | Percentual | 53,0%      |

O censo do Brasil de 1900 não contabilizou o número de imigrantes no país, o que prejudica avaliar o tamanho da população italiana no estado logo após o auge imigratório. Apenas duas décadas mais tarde, no censo de 1920, que números confiáveis sobre imigrantes foram aferidos. O censo de 1920 registrou a presença de 558.405 pessoas nascidas na Itália que residiam no Brasil, das quais 12.553 estavam no Espírito Santo, colocando-o em quinto lugar entre os estados com mais italianos. Os números estão na tabela a seguir:
| População nascida na Itália, por estados, no censo de 1920. | População nascida na Itália, por estados, no censo de 1920. |
| ----------------------------------------------------------- | ----------------------------------------------------------- |
| Estado                                                      | Italianos                                                   |
| São Paulo                                                   | 398.797                                                     |
| Rio Grande do Sul                                           | 49.136                                                      |
| Minas Gerais                                                | 42.943                                                      |
| Distrito Federal e Rio de Janeiro                           | 31.929                                                      |
| Espírito Santo                                              | 12.553                                                      |
| Paraná                                                      | 9.046                                                       |
| Santa Catarina                                              | 8.062                                                       |
| Outros estados                                              | 5.939                                                       |
| Total no Brasil                                             | 558.405                                                     |

## História

### Início

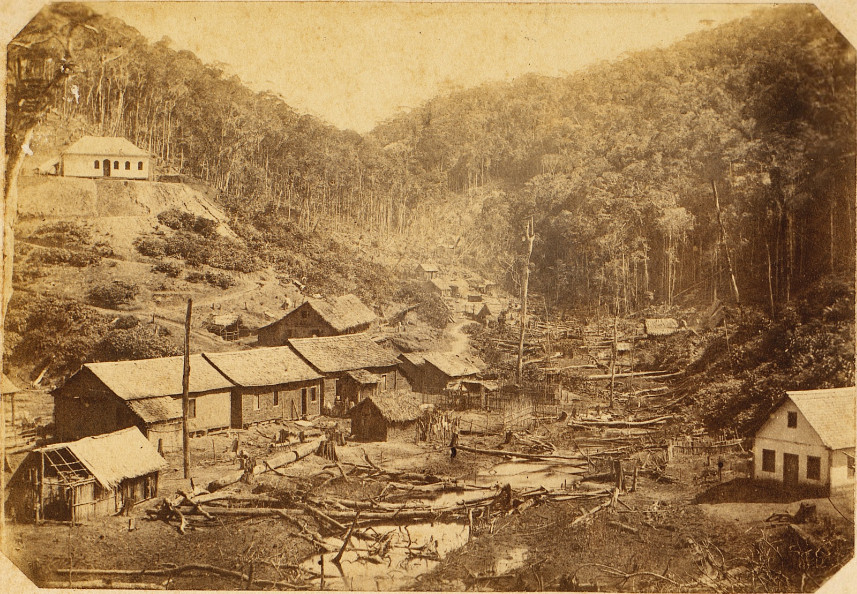
Primórdios do povoado de Santa Teresa.

A imigração italiana para o Espírito Santo foi iniciada oficialmente em 1874, com a chegada da Expedição Tabacchi, organizada pelo italiano Pietro Tabacchi, residente na província desde a década de 1850. O navio La Sofia trouxe 388 imigrantes, majoritariamente do Vêneto e Trentino-Alto Ádige, para povoar áreas rurais do estado. Esses colonos foram direcionados a núcleos como Timbuhy e Santa Teresa, com o objetivo de desenvolver a agricultura e suprir a demanda por mão de obra. A iniciativa foi apoiada por políticas do governo imperial brasileiro, que oferecia terras e passagens subsidiadas para atrair imigrantes europeus.
Os imigrantes, inicialmente empregados em obras públicas na capital, foram gradualmente direcionados para fazendas e núcleos coloniais, como a região do Rio Doce.
Apesar do aumento no fluxo, as condições precárias, como a falta de saneamento e apoio governamental, levaram a revoltas, como a registrada na chegada da Expedição Tabacchi, e a tentativas fracassadas de colonização, especialmente no núcleo Muniz Freire.

### Desenvolvimento

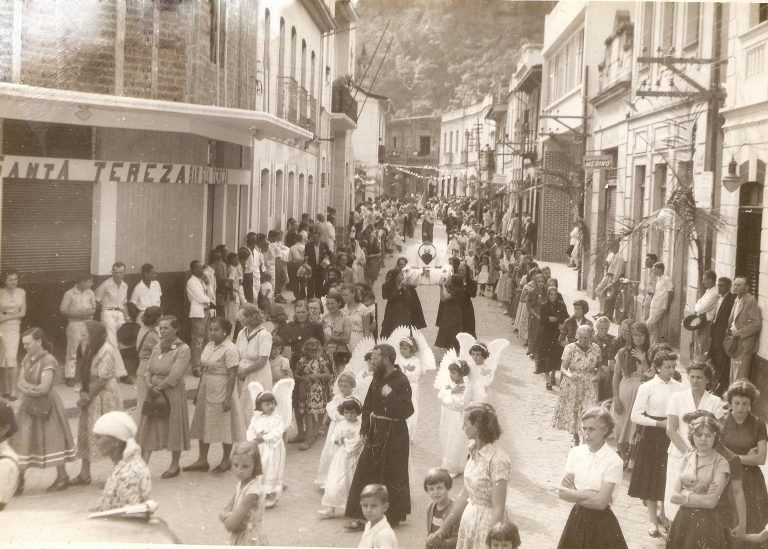
Procissão pelo centro de Santa Teresa.

A imigração italiana no Espírito Santo caracterizou-se por duas fases distintas: a imperial (1874-1882) e a imperial-republicana (1885-1895), marcadas por diferentes sistemas de ocupação e desafios. Na primeira fase, imigrantes, sobretudo do Vêneto e Trentino, chegaram em levas unitárias, como na fundação de Nova Trento (1874) e dos núcleos Timbuí (Santa Teresa) e Santa Cruz (Ibiraçu), enfrentando dificuldades como selva virgem, mudanças climáticas e doenças tropicais, incluindo a epidemia de febre amarela em Santa Cruz (1877-1878), que matou cerca de 200 italianos. Na colônia de Santa Leopoldina, predominava o sistema de prazos às margens dos rios, enquanto na Imperial Colônia do Rio Novo, o sistema de parceria permitia a compra de terras, muitas vezes em fazendas abandonadas. A tentativa de colonização em Nova Trento, liderada por Pietro Tabacchi, fracassou devido a revoltas por condições precárias, como alojamentos superlotados, culminando em um inquérito policial em 1874. O Núcleo do Castelo, fundado em 1880, prosperou rapidamente, sendo emancipado em 1881, mas enfrentou problemas de infraestrutura, com barracões precários e falta de manutenção. 
Na fase imperial-republicana, a imigração foi reativada, com a criação de novos núcleos, como Antônio Prado (1887), Acióli Vasconcelos (1887), Demétrio Ribeiro (1890), Santa Leocádia (1888) e Nova Venécia (1892), localizados em áreas mais isoladas, como os vales do rio Doce e São Mateus. Esses núcleos enfrentaram dificuldades logísticas, como longas distâncias dos portos (Vitória, Itapemirim, São Mateus) e escassez de gêneros de primeira necessidade, agravada pela insalubridade e surtos de doenças, como no núcleo Muniz Freire, onde um surto de cólera em 1895 contribuiu para a proibição da emigração italiana. O contrato Giffoni (1892), que visava trazer 20.000 imigrantes, trouxe apenas 12.000, devido às condições precárias relatadas por agentes consulares italianos (Zettiry, Nagar, Brandolini), culminando no decreto italiano de 20 de julho de 1895, que suspendeu a emigração para o Espírito Santo por razões econômicas, climáticas e higiênicas. A proposta de transferir a sede administrativa para Linhares, defendida por Gabriel Emílio, foi rejeitada por sua insalubridade, enquanto Colatina emergiu como um centro mais viável, com ocupação eclética de italianos, brasileiros e outros grupos.. 
De acordo com o historiador Angelo Trento, no Espírito Santo foi-se usado o mesmo modelo de colonização do sul, mas sem os mesmos bons resultados. As colônias italianas no Espírito Santo, como Santa Teresa e Santa Leopoldina, eram predominantemente rurais e baseavam sua economia na agricultura de subsistência, com o cultivo de milho, feijão e café, este último voltado para exportação e introduzido como monocultura em algumas áreas. A vida cotidiana era marcada por condições adversas, com os imigrantes vivendo em casas precárias de madeira ou taipa, sem saneamento básico, e enfrentando dificuldades para desmatar a mata virgem e lidar com doenças como malária e cólera. A organização social era fortemente influenciada pela cultura católica, com a Igreja desempenhando um papel central na coesão comunitária, promovendo festas religiosas e a construção de capelas, enquanto a solidariedade entre famílias era essencial para a sobrevivência. Apesar das dificuldades, os imigrantes introduziram técnicas agrícolas do norte da Itália, como o cultivo de videiras, que mais tarde contribuíram para o desenvolvimento da viticultura em regiões como Santa Teresa.

### Economia
Na colônia Santa Leopoldina, predominava o sistema de concessão de prazos, onde os imigrantes recebiam lotes de terra (geralmente 302.500 m², com 275 m de frente para rios) para cultivo, com a obrigação de pagá-los em dois anos. Esses lotes eram destinados à agricultura de subsistência (milho, feijão) e culturas comerciais, como café, fornecido pelo governo para plantio.  Por sua vez, a colônia Rio Novo utilizava o sistema de parceria, no qual imigrantes trabalhavam em fazendas, muitas vezes abandonadas, com a possibilidade de comprar os terrenos posteriormente. Isso contrastava com o sistema de prazos, pois envolvia terras de fazendeiros privados, não apenas devolutas.
A economia das colônias era essencialmente agrária, focada na agricultura de subsistência e na produção de café como principal cultura de exportação. Os imigrantes deviam cultivar a terra para sustento próprio e para pagar os lotes, sendo proibidos de atuar como comerciantes. No Núcleo Santa Cruz (Ibiraçu), os imigrantes recebiam ferramentas (108 machados, 109 foices, 160 enxadas) e um pequeno auxílio financeiro para iniciar o cultivo, além de mudas de café fornecidas pelo governo. A construção de estradas e pontes era uma obrigação econômica dos colonos, que deviam dedicar dias de trabalho ao governo, o que muitas vezes conflitava com o cultivo de suas lavouras, gerando descontentamento. A falta de gêneros de primeira necessidade era um problema recorrente, especialmente em núcleos isolados como Antônio Prado, Santa Leocádia e Nova Venécia. Havia carestia, como no Núcleo do Rio Novo, onde existia apenas um comerciante sem concorrência, elevando os preços. No Núcleo Antônio Prado, a escassez de alimentos levou a protestos, com o governo enviando tropas com suprimentos.

#### Comparação com os italianos do sul do Brasil
Embora a imigração italiana no Espírito Santo tenha seguido, em certa medida, um modelo semelhante ao implementado no sul do Brasil, os resultados foram bem menos satisfatórios, devido a maiores obstáculos encontrados pelos italianos no Espírito Santo. No Rio Grande do Sul e em Santa Catarina, as colônias italianas beneficiaram-se de terras férteis, de clima temperado que facilitava cultivos como videiras e cereais e da proximidade a centros consumidores, como Porto Alegre e Florianópolis. Por sua vez, o Espírito Santo apresentava solos menos produtivos, que "logo cansavam" e não sustentavam famílias numerosas, agravados por mata virgem densa e clima tropical que favorecia epidemias de febre amarela e cólera, que mataram centenas de italianos. No sul, investimentos em ferrovias, como na ligação entre Porto Alegre e Caxias do Sul, e em portos fluviais facilitavam o acesso a mercados, enquanto que no Espírito Santo a precariedade das estradas e a distância de centros consumidores, como Vitória e Itapemirim, dificultavam o transporte de produtos e o comércio.
No Espírito Santo, os imigrantes italianos eram proibidos de atuar como comerciantes, uma prática que contrastava com a maior liberdade comercial observada nas colônias do sul do Brasil. O governo capixaba exigia que os colonos se dedicassem exclusivamente à agricultura, proibindo atividades comerciais, para garantir o foco na produção de gêneros de subsistência (milho, feijão) e café, principal cultura de exportação. Essa proibição era reforçada pela administração estadual, que via o comércio como uma distração do trabalho agrícola e para evitar que os imigrantes passassem a competir com os comerciantes brasileiros. No Núcleo do Rio Novo, por exemplo, a presença de um único comerciante, sem concorrência, elevava preços, prejudicando os colonos que dependiam de gêneros externos. Essa restrição limitava a mobilidade econômica dos italianos no Espírito Santo, que não conseguiam diversificar suas fontes de renda, diferentemente dos italianos do Rio Grande do Sul, onde atividades comerciais e cooperativas floresceram. Além disso, no Espírito Santo os italianos eram obrigados a trabalhar na construção de estradas e pontes para o governo, o que reduzia o tempo disponível para cuidarem das suas próprias lavouras, gerando conflitos, como a revolta de Nova Lombardia em Timbuí, que resultou na morte do colono Pietro Dalmaschio.
A industrialização nas colônias italianas do Espírito Santo foi severamente limitada por fatores estruturais e conjunturais, diferentemente das regiões sulistas, onde a diversificação econômica impulsionou o desenvolvimento. A economia capixaba, centrada na monocultura do café, oferecia poucos incentivos para a industrialização, com a produção voltada para exportação de matérias-primas, como observado na dependência de produtos primários (açúcar, café) desde o período colonial. A falta de capital local e investimentos estrangeiros, que no sul financiaram manufaturas têxteis e vinícolas, restringia a criação de indústrias. Além disso, a infraestrutura precária, como estradas rudimentares e a distância de portos como o de Vitória, dificultava o transporte de produtos manufaturados, ao contrário do sul, onde ferrovias facilitavam o comércio.
Ao contrário das colônias italianas do Sul do Brasil, onde surgiram pequenas indústrias familiares voltadas à produção de vinho, móveis e utensílios agrícolas, as colônias italianas no Espírito Santo permaneceram predominantemente rurais e baseadas na agricultura de subsistência. Os imigrantes adquiriam lotes pequenos, em geral localizados em regiões montanhosas e isoladas. Esse modelo de ocupação restringiu o desenvolvimento de atividades econômicas mais complexas. Segundo Ricardo Pandolfi, a estrutura fundiária, o isolamento e a ausência de uma política agrícola mais ampla levaram os italianos no Espírito Santo a viver quase exclusivamente do que produziam, impedindo a acumulação de capital e o surgimento de atividades industriais ou comerciais mais significativas.
A administração das colônias no Espírito Santo era marcada por ineficiência, com atrasos na legalização de terras e falta de pessoal, como relatado no Núcleo Antônio Prado, onde o diretor residia a 16-20 léguas de distância. A emancipação precoce das colônias, como Rio Novo, em 1880, deixou-as sem suporte governamental. No sul, a diversificação econômica (viticultura, trigo e pecuária, além de cooperativas) gerava maior estabilidade, e políticas migratórias mais consistentes, como as do governo gaúcho, permitiram maior integração dos imigrantes, enquanto no Espírito Santo a dependência do café como monocultura limitava a resiliência econômica. A escassez de gêneros e preços abusivos, como no Núcleo do Rio Novo, dificultavam a acumulação de poupança e a falta de diversificação agrícola impedia o crescimento econômico sustentável.
O grande número de revoltas de italianos registradas no Espírito Santo, como em Nova Trento (1874), Nova Lombardia (Timbuí) e Santa Leocádia (1888), refletiam insatisfação com as condições precárias e as promessas não cumpridas de terras férteis, enquanto a crise financeira do estado a partir de 1896 limitava recursos para o desenvolvimento. A proibição italiana da emigração para o Espírito Santo de 1895, motivada por relatórios consulares sobre insalubridade e exploração, interrompeu o fluxo migratório, estagnando as colônias. No sul do Brasil, a menor incidência de revoltas, com maior coesão comunitária, apoiada por associações italianas e pela Igreja Católica, fez a imigração continuar, mesmo após 1895, permitindo o crescimento populacional e econômico das colônias.

### Regiões de origem
| Regiões de origem dos italianos entrados no Espírito Santo (1840-1973) | Regiões de origem dos italianos entrados no Espírito Santo (1840-1973) |       |
| ---------------------------------------------------------------------- | ---------------------------------------------------------------------- | ----- |
| Região                                                                 | Número de imigrantes                                                   | %     |
| Vêneto                                                                 | 9.486                                                                  | 39,37 |
| Lombardia                                                              | 4.751                                                                  | 19,72 |
| Trentino-Alto Adige                                                    | 3.213                                                                  | 13,33 |
| Emilia-Romanha                                                         | 2.416                                                                  | 10,03 |
| Piemonte                                                               | 1.235                                                                  | 5,13  |
| Friuli-Venezia Giulia                                                  | 989                                                                    | 4,10  |
| De outras regiões                                                      | 2.005                                                                  | 5,47  |
| Não consta                                                             | 12.571                                                                 |       |
| Total                                                                  | 36.666                                                                 |       |

Encontram-se, no Espírito Santo, representantes de todas as regiões da Itália, mas a preponderância é para aquelas do norte (Vêneto, Lombardia, Trentino-Alto Ádige, Emilia-Romagna, Piemonte, Friuli-Venezia Giulia, Liguria e Vale d’Aosta), que, juntas, forneceram 92% dos imigrantes. As regiões do centro contribuíram com 6% e as do sul, com 2% dos italianos. Do Vêneto, as províncias que mais mandaram imigrantes foram Treviso (31%) e Verona (28%). Já os imigrantes lombardos vieram de diversas províncias, mas sobretudo de Mântua (24%) e Cremona e Bérgamo com 20% cada. Os colonos oriundos do Trentino-Alto Adige vieram quase exclusivamente da província de Trento (96,2%), em especial das comunas de Levico Terme (17,40%) e Novaledo (11,78%). Os imigrantes da Emília-Romanha provinham de Bolonha (24,10%), Módena (19,36%) e Parma (17,58%).
De maneira geral, as cinco províncias italianas que mais forneceram imigrantes foram: Trento (2.801), Treviso (2.615), Verona (2.325), Vicenza (1.060) e Mântua (1.033). 94,81% dos imigrantes embarcaram no porto de Gênova, 4,51% em Le Havre (França), e o restante em Buenos Aires (Argentina), Nápoles e Marselha (França). 68% vieram diretamente da Europa, 31% fizeram escala no Rio de Janeiro e 1% veio de Buenos Aires. 

### Regiões de destino
Cerca de 57% dos imigrantes italianos que entraram no Espírito Santo tiveram como destino as "colônias oficiais". As colônias eram núcleos de povoamento organizados pelo governo e destinados a receber famílias imigrantes e convertê-las em pequenas proprietárias, com o objetivo de ocupar e cultivar terras agrícolas. Por sua vez, cerca de 27% dos italianos, ou 9.000 imigrantes, foram encaminhados para antigas fazendas que antes utilizavam mão de obra escrava, em sua maioria produtoras de café, principalmente a partir de 1888, quando ocorreu a abolição da escravatura no Brasil. Nessas fazendas, os italianos trabalharam principalmente em regime de parceria ou como diaristas. Um número menor de italianos ficou na capital, Vitória, trabalhando principalmente em obras públicas.
Cerca de 48,5% dos imigrantes italianos dirigiram-se ao sul do estado (região entre o rio Itabapoana e os afluentes do rio Benevente), 33,8% ao centro (entre os afluentes do rio Jucu e o rio Doce), 5,7% ao norte (margens do rio São Mateus) e 9,4% à capital, Vitória, e arredores. Outros 2,6% trabalharam na construção de ferrovias, principalmente oriundos de Abruzzo e Trentino Alto-Ádige.
A maioria dos imigrantes que chegaram pelo rio Benevente estabeleceu-se nas colônias oficiais de Rio Novo e Castello, localizadas nos atuais municípios de Rio Novo do Sul, Anchieta, Guarapari, Alfredo Chaves, Iconha, Vargem Alta e Marechal Floriano. A navegação fluvial pelo Benevente permitia o acesso até o Alto Benevente, próximo à antiga sesmaria da Quatinga, onde se desenvolveu Alfredo Chaves. Além das colônias oficiais, fazendas como a Quatinga e iniciativas privadas, como a de Duarte & Beiriz, absorveram mão de obra italiana em menor escala. Entre 1867 e 1900, 6.984 imigrantes italianos chegaram à região pelo rio Benevente, com picos entre 1875 (início da ocupação em grande escala) e 1888-1900 (4.215 imigrantes). Outros 772 imigrantes desembarcaram pelo porto de Itapemirim, destinando-se às mesmas áreas.
No centro do estado, o porto de Cachoeiro de Santa Leopoldina, acessado pelo rio Santa Maria da Vitória, recebeu cerca de 7.000 italianos. Os primeiros, em 1874, foram 109 remanescentes da Expedição Tabacchi, que, após conflitos com Pietro Tabacchi em Aracruz, migraram para o Núcleo do Timbuhy (atual Santa Teresa). Entre 1875 e 1877, 3.432 italianos chegaram a Santa Leopoldina, vindos em navios como Werneck, Itália, Fenelon e Isabela. A demora na demarcação de lotes e más condições geraram revoltas, levando muitos a outras colônias. Entre 1888 e 1900, mais 3.377 italianos se instalaram na região, incluindo o Núcleo Antônio Prado, que se estendeu até Colatina, às margens do rio Doce. Antes dos italianos, a colônia de Santa Leopoldina, fundada em 1857, já havia recebido 3.937 imigrantes de outras nacionalidades, incluindo poloneses pioneiros em 1872-1873.
Os italianos que foram substituir os escravos nas fazendas de café concentraram-se especialmente no entorno de Cachoeiro de Itapemirim (atuais Castelo, Muniz Freire, Alegre, Conceição do Castelo, Vargem Alta, Iúna e Muqui), que absorveram cerca de 27% dos imigrantes. Em Vitória, aproximadamente 3.000 italianos se empregaram em obras públicas, como a Comissão de Melhoramentos da Capital, a Companhia Torrens e a construção do Teatro Melpomene (1895), além de propriedades privadas. No século XX, 563 entradas foram registradas na capital, muitas sem destino final definido no momento do desembarque.
A tabela abaixo sintetiza os destinos dos italianos dentro do estado:
| Destino                                                | Imigrantes | Percentual |
| ------------------------------------------------------ | ---------- | ---------- |
| Rio Benevente (Porto de Alfredo Chaves)                | 7.709      | 22,3%      |
| Rio Santa Maria da Vitória (Porto de Santa Leopoldina) | 6.991      | 20,2%      |
| Rio Itapemirim (Porto de Cachoeiro de Itapemirim)      | 6.751      | 19,5%      |
| Porto de Santa Cruz (Rio Piraquê-Açu)                  | 3.584      | 10,4%      |
| Vitória                                                | 3.171      | 9,2%       |
| Porto de São Mateus (Rio Cricaré)                      | 1.887      | 5,5%       |
| Rio Itabapoana                                         | 1.468      | 4,2%       |
| Obras das Estradas de Ferro                            | 897        | 2,6%       |
| Rio Doce                                               | 837        | 2,4%       |
| Outros destinos                                        | 1.258      | 3,7%       |
| Sem referência                                         | 2.213      | -          |

1. ↑  "Não seguiram em direção a Cachoeiro de Itapemirim pelo menos 772 desse total, os quais entraram para a Colônia de Rio Novo".

### Dificuldades, proibição e fim da imigração
A imigração italiana para o Espírito Santo sofreu uma queda drástica a partir de meados da década de 1890, culminando na interrupção quase total após 1900. Diversos fatores contribuíram para esse declínio:
- Condições precárias e insalubridade: os italianos enfrentaram dificuldades extremas, como a falta de infraestrutura, alojamentos precários e epidemias. O núcleo colonial Muniz Freire, na região do Rio Doce, foi particularmente afetado por um surto de cólera em 1895, que resultou em alta mortalidade e evidenciou a insalubridade das colônias.[5]

- Relatórios consulares e proibição italiana: agentes consulares italianos que visitaram o Espírito Santo, como Zettiry, Nagar e Brandolini, fizeram relatórios que denunciavam as condições desumanas enfrentadas pelos imigrantes, incluindo abandono governamental e miséria. Esses documentos, enviados ao governo da Itália, motivaram o decreto de 20 de julho de 1895 emitido pelo governo italiano, que proibiu temporariamente a emigração para o Espírito Santo. O decreto assim dizia:[1]

"O Real Ministério do Interior, considerando que no Estado do Espírito Santo, quer pelo modo como está sendo dirigido o serviço de imigração, quer pelas condições econômicas, climatológicas e higiênicas da região, aqueles que para lá emigram vão de encontro a danos e prejuízos certos e gravíssimos, decreta: É proibido até nova ordem, aos agentes e subagentes de fazer operações de emigração para o porto de Vitória, e em geral para o Estado do Espírito Santo". 
- Crise financeira no Espírito Santo: a partir de 1896, o estado enfrentou dificuldades financeiras, decorrentes do declínio dos preços do café,[6] que limitaram os investimentos em programas de imigração subvencionada. A falta de recursos para infraestrutura e apoio aos colonos reduziu a atratividade do Espírito Santo como destino migratório.[3]

- Descontentamento e revoltas: a insatisfação com as condições prometidas, mas não cumpridas, levou a revoltas, como a registrada na chegada da Expedição Tabacchi em 1874, que foi reprimida pela força policial. Muitos imigrantes optaram por migrar para outros estados do Brasil ou retornar à Itália.[11]

#### Legado e número de descendentes

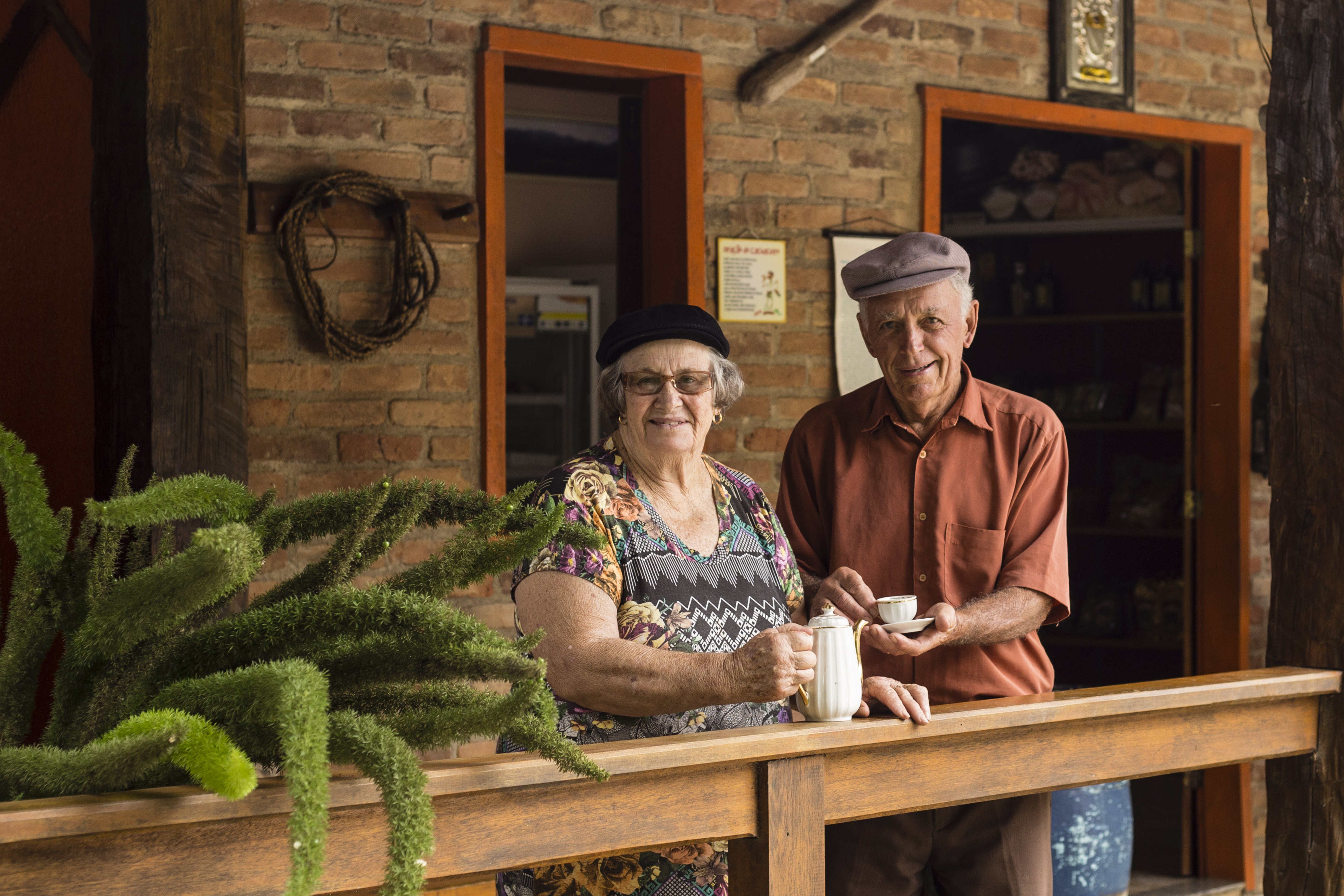
Casal de descendentes de italianos de Venda Nova do Imigrante

O legado da imigração italiana no Espírito Santo manifesta-se de forma notável na preservação de traços culturais, linguísticos e religiosos herdados dos imigrantes. Um dos principais fatores que favoreceram essa conservação foi o relativo isolamento geográfico das colônias rurais fundadas nas regiões serranas, como Santa Teresa, Santa Leopoldina e Venda Nova do Imigrante. A distância dos centros urbanos, aliada à fraca integração econômica e social com outras populações, permitiu que muitos costumes, dialetos vênetos e tradições religiosas fossem transmitidos de geração em geração, com pouca interferência externa. Esse isolamento favoreceu uma “italianidade vivida” que se refletia em práticas cotidianas, organização familiar e festas comunitárias de inspiração italiana. Como aponta a antropóloga Nara Caliman, em comunidades como Venda Nova do Imigrante, “a tradição italiana foi reinterpretada localmente, sendo ao mesmo tempo herança e construção identitária moderna”.

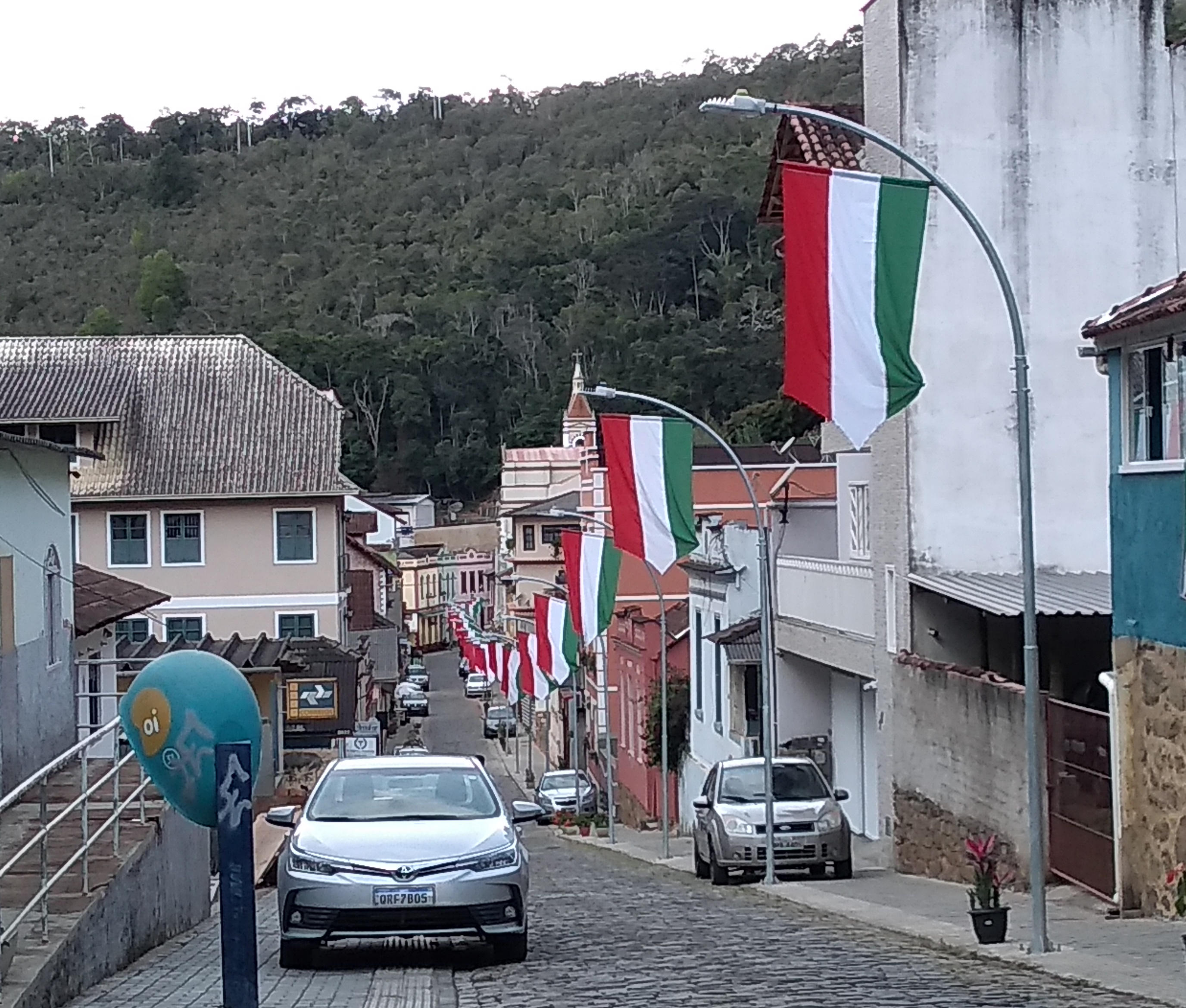
Bandeiras italianas em rua de Santa Teresa

Algumas fontes afirmam que 70% ou 60% da população do Espírito Santo é formada por descendentes de italianos. A historiadora Maria Cristina Dadalto critica essa informação, considerando-a um “mito” sem comprovação em pesquisas confiáveis. Segundo ela, a produção literária sobre a imigração italiana no estado contribuiu para reforçar essa narrativa. A historiadora Nara Saletto também critica esses números, afirmando que "Essa estimativa é repetida como um dado estabelecido, sem qualquer informação sobre sua origem, as fontes em que se baseia ou a metodologia utilizada". Em 1872, pouco antes da chegada dos primeiros italianos, o Espírito Santo já contava com 82.137 habitantes, em sua maioria descendentes de portugueses, africanos e índios. A presença portuguesa na região remonta desde 1535, com a chegada do navio Glória, conduzida pelo capitão-mor da capitania espírito-santense, Vasco Fernandes Coutinho. Durante séculos, ocorreu na região forte miscigenação entre indígenas, portugueses e africanos, assim como na maior parte do Brasil.  Os italianos, chegados ao estado nas últimas décadas do século XIX, deixaram muitos descendentes, mas não há registros de que tenham, em qualquer momento, formado a maioria da população. Em 1920, os nascidos no estrangeiro perfaziam 4,1% da população do estado, número inferior ao registrado em outros estados do centro-sul. A dispersão dos italianos no território e a sua integração à sociedade local tornam difícil realizar estudos demográficos sobre o número de descendentes em território capixaba. Ademais, durante o século XX, o Espírito Santo recebeu grande número de migrantes de estados vizinhos, particularmente do Rio de Janeiro, da Bahia e principalmente de Minas Gerais. Em 1960, 16,5% da população nascera em outros estados. Apesar disso, o legado italiano é evidente em cidades como Santa Teresa, reconhecida como a primeira cidade fundada por imigrantes italianos no Brasil (Lei nº 13.617/2018), e em tradições culturais, como a Carretela del Vin e o cultivo de uvas.